# Dave Sinclair
David „Dave“ Sinclair (* 24. November 1947 in Herne Bay, Kent, England) ist ein britischer Pianist, Keyboarder, Komponist und Sänger. Bekannt ist er vor allem als Gründungs- und Langzeit-Mitglied der Progressive-Rock-Band Caravan, die eine wichtige Rolle in der vielfältig verflochtenen Canterbury-School spielte. Er komponierte für Caravan einige ihrer klassischen Stücke, z. B. „For Richard“, „Nine Feet Underground“, „The Dabsong Conshirtoe“ und „Proper Job/Back To Front“. Sein E-Piano- und Orgelspiel war zusammen mit Pye Hastings Gesang charakteristisch für den Caravan-Sound der ersten Band-Jahre.

## Musikalische Laufbahn
Sinclair hatte zusammen mit seinem Cousin Richard (Bass, Gesang), Pye Hastings (Gitarre, Gesang) und Richard Coughlan (Schlagzeug) in der Gruppe Wilde Flowers musiziert, die sich 1967 auflöste. Anfang 1968 gründeten die vier Musiker Caravan, und Dave blieb zunächst für die ersten drei Alben in der Band. Danach wirkte er auf dem ersten Solo-Album End of an Ear des ehemaligen Wilde Flowers- und Soft-Machine-Schlagzeugers und -Sängers Robert Wyatt mit und trat anschließend dessen neu gegründeter Band Matching Mole bei, verließ diese aber Anfang 1972 nach Veröffentlichung ihres ersten Albums und einer Europa-Tournee wieder.
Inzwischen hatte Richard Sinclair ebenfalls Caravan verlassen und sich 1972 der Band Delivery angeschlossen – diese ging dann in der Gründung von Hatfield and the North auf, und Dave trat auch dieser Band bei, verließ sie aber 1973 vor den Aufnahmen für das erste Hatfield and the North-Album, um zu Caravan zurückzukehren. Diesmal blieb er wieder für drei Alben bis einschließlich 1975.
Ab 1975 machte er mit verschiedenen Musikern, unter anderem Gitarrist Mark Hewins und Bassist Graham Flight (ehemals Wilde Flowers), Aufnahmen für ein Solo-Album, das 1993 als Moon over Man bei Voiceprint veröffentlicht wurde. Einige dieser Musiker gründeten parallel dazu die Band The Polite Force – von ihr erschien 1997 das 1976/77 aufgenommene Album Canterbury Knights, auf dem Sinclair ebenfalls mitspielt. 1978 spielte er auf einer Tournee der Band Camel mit.
1979–82 und 1990–2002 wirkte er wieder bei Caravan mit. Anschließend hat sich Sinclair wieder seiner Solo-Karriere gewidmet, unter anderem mit Konzerten in Japan und zwei 2003 erschienenen Solo-Alben: Full Circle und Into the Sun.

## Diskografie
- 1968 – Caravan: Caravan (Verve VLP 6011)
- 1970 – Caravan: If I Could Do It All Over Again I’d Do It All Over You (Decca SKL-R 5052)
- 1971 – Caravan: In the Land of Grey and Pink (Deram SDL-R 1)
- 1971 – Robert Wyatt: The End of an Ear (CBS 64189)
- 1972 – Matching Mole: Matching Mole (CBS 64850)
- 1973 – Caravan: For Girls Who Grow Plump in the Night (Deram SKL-R 12)
- 1974 – Caravan: Caravan and the New Symphonia (Decca SKL-R 1110)
- 1975 – Caravan: Cunning Stunts (Deram SKL-R 5210)
- 1980 – Caravan: The Album (Kingdom KVL 9003)
- 1980 – Caravan: The Best of Caravan Live (Kingdom 426002)
- 1982 – Caravan: Back to Front (Kingdom KVL 5011)
- 1993 – Caravan: Live (Demon Code90 NINETY 2)
- 1993 – Dave Sinclair: Moon Over Man (Voiceprint VP119CD)
- 1992 – Richard Sinclair’s Caravan of Dreams: Richard Sinclair’s Caravan of Dreams (HTD CD7)
- 1993 – Richard Sinclair’s Caravan of Dreams: An Evening of Magic (HTD CD 17)
- 1995 – Caravan: The Battle Of Hastings (HTD Records HTDCD 41)
- 1996 – Caravan: All Over You (HTD Records HTDCD 57)
- 1997 – Caravan: Live From the Astoria (HTD Records HTDCD 79)
- 1997 – Polite Force: Canterbury Knights (Voiceprint VP187)
- 1998 – Caravan: Back on the Tracks (CoCaCamp act001)
- 1999 – Caravan: All Over You Too (HTD Records HTDCD 102)
- 2003 – Dave Sinclair: Full Circle (DSincs-Music 001)
- 2003 – Dave Sinclair: Into the Sun (DSincs-Music 002)
- 2004 – Caravan: The Unauthorised Breakfast Item (Eclectic Discs ECL 1001)